# Gerhard Maletzke
Gerhard Maletzke (6 de janeiro de 1922 - 6 de dezembro de 2010) foi um cientista de comunicação e psicólogo alemão. Ele é autor de vários livros sobre os problemas de comunicação de massa.